# アニメNOW!
アニメNOW!（あにめなう）とは、文化放送の制作で1981年4月 - 1982年3月に放送された、ラジオ番組のタイトルである。

## 特徴
提供はバンダイとポピー。「アニメトピア」（ラジオ大阪）から続けて聴いていたリスナーに配慮して、アニメ脱線番組と化していたアニメトピアとは対照的に純粋なアニメ情報中心番組としてスタートした。
その関連からアニメトピアと連携で企画を組むこともあったが、対照すぎたのか同番組ほどの勢いは出せないまま番組はわずか1年で終了した。
1年で終わったことについて企画から参加していた旭通信社の片岡義朗は「アニメは語るものではなく、見て楽しむもの。語るのが面白くないものを、リスナーが聴いて面白いわけがない」との結論をだし、この番組を『アニメトピア』よりも楽しむことができなかったと、弁明している。
放送時間は土曜23:30 - 24:00（JST）。1981年10月からは「さだまさしのセイ!ヤング」開始に伴い土曜21:00 - 21:30の放送となった。

## パーソナリティー
- 潘恵子
- 三ツ矢雄二（前期）
- 古谷徹（後期）

## コーナー・企画
- アニメNOW!ホットインフォーメーション - アニメの最新情報をどこよりもいち早く紹介
- アニメライブラリー - 懐かしアニメの名場面をパーソナリティーの二人が再現。
- アニメカレット - アニメ界の先生を一人迎えてアニメマインドを語ってもらうコーナー。
  - 当時、井荻燐という名義で作詞を行っていた富野喜幸をゲストに迎え、初めて同一人物であることを公にした。
- アニメNOW!CM劇場 - リスナーが送ってきたシナリオを元にスポンサーの商品のCMを展開する。
- シャバダバシャバダバアニメNOWとタイトルコール

| 文化放送 土曜23時台後半                                                                    | 文化放送 土曜23時台後半               | 文化放送 土曜23時台後半                                                                    |
| 前番組                                                                                     | 番組名                                | 次番組                                                                                     |
| ------------------------------------------------------------------------------------------ | ------------------------------------- | ------------------------------------------------------------------------------------------ |
| ザ・ビートルズ                                                                             | アニメNOW! （1981年4月 - 9月）        | さだまさしのセイ!ヤング                                                                    |
| 文化放送 土曜21時台前半                                                                    |                                       |                                                                                            |
| 引き続き21:10まで文化放送ホームランナイター21:10:フォローアップナイター （野球番組後座枠） | アニメNOW! （1981年10月 - 1982年3月） | 引き続き21:10まで文化放送ホームランナイター21:10:フォローアップナイター （野球番組後座枠） |